# Neolophonotus aktites
Neolophonotus aktites là một loài ruồi trong họ Asilidae. Neolophonotus aktites được Londt miêu tả năm 1985. Loài này phân bố ở vùng nhiệt đới châu Phi.